# قطعنامه ۲۲۳ شورای امنیت
قطعنامه ۲۲۳ شورای امنیت سازمان ملل متحد که در تاریخ ۲۱ ژوئن ۱۹۶۶ تصویب شد، سندی بین‌المللی دربارهٔ پذیرش اعضای جدید سازمان ملل متحد: گویان است. این قطعنامه طی نشست ۱۲۸۷ام
با ۱۵ موافق،۰ مخالف و۰ ممتنع تصویب شد.